# フィリップ・ヒルシュホルン
フィリップ・ヒルシュホルン（ラトビア語: Filips Hiršhorns, フランス語: Philippe Hirshhorn, 1946年6月11日 - 1996年11月26日）は、ラトビア出身のヴァイオリン奏者。

## 経歴
リガの生まれ。ダルシン音楽学校でヴァルデマール・ストゥレステプにヴァイオリンを習った後、レニングラード音楽院でミハイル・ヴァイマンに師事。1967年のエリザベート王妃国際音楽コンクールで優勝し、ヘルベルト・フォン・カラヤン、ガリー・ベルティーニやユーリ・テミルカーノフといった名指揮者たちと共演する機会を得て名声を確立していった。また、マルタ・アルゲリッチ、ブリジット・エンゲラー、ミッシャ・マイスキー等の名手たちとの室内楽演奏でも高く評価された。
1973年からベルギーに移住し、ブリュッセル音楽院やユトレヒト音楽院等で後進の指導にもあたり、フィリップ・グラファン、ダヴィド・グリマルやジャニーヌ・ヤンセンを育てた。
ブリュッセルで脳腫瘍のために死去。

## 註
1. ↑  "Philippe Hirschhorn"と綴られることもあるが、彼の墓碑には"Philippe Hirshhorn"と刻まれているのを確認できる。（フィリップ・ヒルシュホルン - Find a Grave（英語））